# Liste der Flüsse in Trinidad und Tobago
Dies ist eine Liste der Flüsse in Trinidad und Tobago, geordnet nach Küste. Die Nebenflüsse sind unter den Hauptflüssen eingerückt.

## Trinidad

### Nordküste
- Yarra River
- Marianne River
- Shark River

### Ostküste
- Maturita River
- North Oropuche River
  - Quare River
  - Cunapo River
- Nariva River
- Navet River
- Ortoire River
  - Poole River

### Südküste
- Moruga River
- Pilote River

### Westküste
- Chaguaramas River
- Diego Martin River
- Maraval River
- Caroni River
  - Santa Cruz River
  - Maracas River
  - San Juan River
  - St. Joseph River
  - Tunapuna River
  - Tacarigua River (Caura River)
  - Arouca River
  - Oropuna River
  - Mausica River
  - Arima River
  - Talparo River
  - Tumpuna River
  - Guanapo River
  - El Mamo River
  - Aripo River
  - Cumuto River
- Guayamare River
- Cunupia River
- Caparo River
  - Honda River
- Couva River
- Guaracara River
- Tarouba River
- Cipero River
- South Oropouche River
- Guapo River

## Tobago

### Nordküste
- Courland River
- Coffee River
- Castara River
- Bloody Bay River

### Südküste
- Cook River (Tobago)
- Bacolet River
  - Sandy River
- Hillsborough West River
- Hillsborough East River
- Goldsborough River
- Richmond River (Great Dog River)
  - Belle River
- Roxborough River
- Queens River
- Kings Bay River